# MAZ-7912/7917
Il MAZ-7912/7917 è un veicolo con trazione 14x12 utilizzato per il trasporto ed il lancio del missile balistico Topol sviluppato dalla MAZ in Bielorussia. Il veicolo aveva sette assali di cui solo sei dotati di trazione.
Simile al precedente MAZ-547D si distingue da questo proprio per il numero di assali, sette contro i sei del modello precedente. Il veicolo era dotato del motore W-58-7 un motore diesel V12 da 38,88 l di cilindrata. Il veicolo consuma dai 265 ai 365 l per percorrere 100 km. Nella metà degli anni '80 è stata introdotta la versione -7917. Le differenze principali sono costituite dalla lunghezza che era stata aumentata di un metro e dall'utilizzo di una cabina dell'equipaggio simile a quella del MAZ-7916.
Il veicolo è stato sostituito dal MZKT-79221 con trazione 16x16 che sarà utilizzato per il trasporto e il lancio del missile Topol M, che a sua volta ha sostituito il precedente missile Topol.